# Alex Groza
Alex John Groza (Martins Ferry, 7 oktober 1926 – San Diego, 21 januari 1995) was een Amerikaans basketballer. Hij won met het Amerikaans basketbalteam de gouden medaille op de Olympische Zomerspelen 1948.
Groza speelde voor het team van de University of Kentucky en de Phillips 66ers, voordat hij in 1949 zijn NBA-debuut maakte bij de Indianapolis Olympians. Tijdens de Olympische Spelen speelde hij 7 wedstrijden, inclusief de finale tegen Frankrijk.
Na twee seizoenen werd Groza verbannen uit de competitie door de NBA wegens zijn betrokkenheid bij een omkoopschandaal. In 1998 kwam er een documentaire uit over dit schandaal, genaamd City Dump: The Story of the 1951 CCNY Basketball Scandal. Na zijn carrière als speler was hij werkzaam als coach voor de Kentucky Colonels en de San Diego Conquistadors.
11 Lew Beck · 
12 Ralph Beard · 
15 Alex Groza · 
23 Cliff Barker · 
24 Ray Lumpp · 
26 Kenny Rollins · 
27 Wallace Jones · 
30 Vince Boryla · 
33 Don Barksdale · 
55 Jesse Renick · 
66 Gordon Carpenter · 
77 Jackie Robinson · 
90 Bob Kurland · 
99 Robert Pitts · 
Coach Bud Browning